# Helga Brofeldt
Helga Amelie Elisabet Brofeldt, född Textorius den 9 oktober 1881 i Hedvig Eleonora församling, Stockholm, död 18 juni 1968 i Hägersten, var en svensk skådespelare.
Helga Brofeldt scendebuterade 1898. Hon filmdebuterade 1921 i Victor Sjöströms Körkarlen och kom att medverka i cirka 120 filmer, varav åtta där hon spelade Åsa-Nisses fru Eulalia (förutom i den första Åsa-Nisse-filmen där hon benämns som "käring från grannsocknen"). 
Brofeldt var dotter till Oskar Textorius och syster till Elsa Textorius. Hon var från 1899 gift med skådespelaren och sångaren Ossian Brofeldt.
Helga Brofeldt dog 1968 och är begravd på Skogskyrkogården i Stockholm.

## Filmografi i urval
- 1921 - Körkarlen
- 1922 - Vem dömer
- 1926 - Ebberöds bank
- 1927 - Hin och smålänningen
- 1927 - En perfekt gentleman
- 1927 - Ungdom
- 1928 - A.-B. Gifta Bort Baron Olson
- 1929 - Rågens rike
- 1929 - Säg det i toner
- 1931 - Markurells i Wadköping
- 1932 - Svarta rosor
- 1932 - Landskamp
- 1932 - Vi som går köksvägen
- 1933 - Giftasvuxna döttrar
- 1933 - Pettersson & Bendel
- 1932 - Söderkåkar
- 1932 - Värmlänningarna
- 1934 – Fasters millioner
- 1934 - Anderssonskans Kalle
- 1934 - Flickorna från Gamla sta'n
- 1934 - Sången om den eldröda blomman
- 1935 - Munkbrogreven
- 1935 – Järnets män
- 1935 - Bränningar
- 1935 - Flickornas Alfred
- 1935 - Ebberöds bank
- 1936 - Våran pojke
- 1937 - Pensionat Paradiset
- 1937 – Bergslagsfolk
- 1938 – Goda vänner och trogna grannar
- 1940 - Blyge Anton
- 1941 - Det sägs på stan
- 1941 - Lasse-Maja
- 1941 - Nygifta
- 1941 - Snapphanar
- 1942 - Vi hemslavinnor
- 1942 - Fallet Ingegerd Bremssen
- 1942 - Rid i natt!
- 1942 - Lyckan kommer
- 1942 - Himlaspelet
- 1943 – Brödernas kvinna
- 1943 - En fånge har rymt
- 1943 - Aktören
- 1943 - Ordet
- 1944 - Snöstormen
- 1944 - Vändkorset
- 1945 – Änkeman Jarl
- 1945 - Sextetten Karlsson
- 1946 - Åsa-Hanna
- 1946 - Ballongen
- 1947 - Stackars lilla Sven
- 1947 - En fluga gör ingen sommar
- 1947 – Onda ögon
- 1947 - Nattvaktens hustru
- 1948 – Flickan från fjällbyn
- 1948 - Textilarna
- 1948 - Lilla Märta kommer tillbaka
- 1948 - Hammarforsens brus
- 1948 - Åsa-Nisse
- 1949 - Lång-Lasse i Delsbo
- 1949 - Sven Tusan
- 1949 - Pappa Bom
- 1949 - Bohus Bataljon
- 1950 - Kanske en gentleman
- 1950 - Åsa-Nisse på jaktstigen
- 1950 - Den vita katten
- 1950 – Sånt händer inte här
- 1951 - Dårskapens hus
- 1951 - Fröken Julie
- 1951 - Spöke på semester
- 1952 - Kalle Karlsson från Jularbo
- 1952 - Janne Vängman i farten
- 1952 - Åsa-Nisse på nya äventyr
- 1953 – Ursula – flickan i finnskogarna
- 1953 - Åsa Nisse på Semester

- 1953 - Flickan från Backafall
- 1953 - I dur och skur
- 1953 - Vi tre debutera
- 1953 - Glasberget
- 1954 - Café Lunchrasten
- 1954 - Flicka med melodi
- 1954 - Åsa-Nisse på hal is
- 1954 – Ung man söker sällskap
- 1955 - Finnskogens folk
- 1955 - Janne Vängman och den stora kometen
- 1955 - Åsa-Nisse ordnar allt
- 1955 - Mord, lilla vän
- 1956 – Sjunde himlen
- 1956 – Rätten att älska
- 1956 - Åsa-Nisse flyger i luften
- 1956 - Ratataa
- 1956 - Sceningång
- 1956 - På heder och skoj
- 1957 - Klarar Bananen Biffen?
- 1957 – Johan på Snippen tar hem spelet
- 1957 - Åsa-Nisse i full fart
- 1957 - Far till sol och vår
- 1968 - Sarons ros och gubbarna i Knohult

## Teater

### Roller
| År   | Roll    | Produktion                           | Regi            | Teater  |
| ---- | ------- | ------------------------------------ | --------------- | ------- |
| 1956 | Antonia | Min man har komplex Jean Bernard-Luc | Sture Lagerwall | Intiman |